# Kohlenstoffnitride
Kohlenstoffnitride sind chemische Verbindungen zwischen Kohlenstoff und Stickstoff.

## Geschichte
Die erste Publikation über Kohlenstoffnitride mit der Zusammensetzung C3N4 stammt von Justus Liebig und ist im Jahr 1834 erschienen. Er stellte kein heteroatomfreies Kohlenstoffnitrid her, sondern ein wasserstoffhaltiges Polymer, das er Melon nannte. Später veröffentlichte Edward C. Franklin eine theoretische Abhandlung über die „Ammonocarbonsäuren“. Hierbei handelt es sich um die Kondensationsreaktionen des Tetraamidomethans über Cyanamid und Melamin bis zu C3N4. In den 1980er Jahren lösten theoretische Ergebnisse die für C3N4 eine extrem hohe Härte voraussagten eine umfangreiche Forschung aus.

## Kohlenstoffnitride abgeleitet vom Cyan
Kohlenstoff bildet mit Stickstoff eine Reihe von Nitriden der Zusammensetzung (CN)n (n = 1, 2, x), von denen das Cyan (CN) nur bei hohen Temperaturen stabil ist. Neben Dicyan NCCN, existieren auch Cyanisocyan CNCN und Diisocyan CNNC. Durch Polymerisation von Dicyan (CN)2 bildet sich Paracyan (CN)x. Ferner existieren kohlenstoffreichere Nitride Cn(CN)2n+m, die sich von den Kohlenwasserstoffen CnH2n+m durch vollständige Substitution der Wasserstoffatome gegen CN-Gruppen ableiten. Beispiele sind Tetracyanoethylen und Dicyanoethin.
Wird Graphit in Gegenwart von Dicyan verdampft, erhält man Dicyanopolyine, d. h. stabförmige Moleküle, deren Kettenenden mit Cyanogruppen besetzt sind. Isoliert wurden die Verbindungen NC–C2n–CN mit n=3–8, z. B. C18N2.

## Polymere Kohlenstoffnitride
Daneben existieren polymere Kohlenstoffnitride, die durch Pyrolyse organischer Stickstoffverbindungen wie Guanidin oder durch CVD-Methoden erhalten werden, deren Zusammensetzung schwankt und etwa C3N4 entspricht.
Das besondere Interesse an der Substanzklasse der auch Carbonitride genannten Verbindungen wurde 1984 bzw. 1989 geweckt, als Sung et al. bzw. Cohen et al., auf die hohe Härte der kristallinen Verbindung C3N4 hinwiesen, die nach den Berechnungen der Autoren die des Diamanten übertreffen sollten. Seit 1989 wurden seitens der Theorie ständig neue Strukturvorschläge für das C3N4 entwickelt. Bislang haben fünf Strukturkandidaten Bedeutung erlangt, die soweit auch akzeptiert sind, wobei allen gemeinsam ist, dass sie (bestenfalls) metastabil sind.
Graphitisches Kohlenstoffnitrid (g-C3N4) ist ein vielversprechendes zweidimensionales konjugiertes Polymer, das als kostengünstiger, robuster, metallfreier und im sichtbaren Spektralbereich aktiver Photokatalysator für die Umwandlung von Sonnenenergie verwendet werden kann.
Bei den Si3N4-analogen Kohlenstoffnitridformen α-C3N4 und β-C3N4 sind die Kohlenstoffatome tetraedrisch von Stickstoff umgeben. Die eckenverknüpften Tetraeder bilden ein 3D-kovalentes Netzwerk aus. Bei der pseudo-kubischen bzw. defekt-ZnS-analogen C3N4-Form entsteht durch Entfernung von ¼ der Zinkatome aus der Zinkblende-Struktur eine Struktur vom α-CdIn2Se4-Typ. Das kubische bzw. Willemit-II-analoge C3N4 hat den höchsten Kompressionsmodul (496 GPa, also deutlich höher als Diamant) aller C3N4 und das Spinell-analoge C3N4 besitzt eine Struktur mit oktaedrisch koordiniertem Kohlenstoff.

## Kohlenstoffnitride mit Fullerenstruktur
Azafullerene sind Fullerene, bei denen Kohlenstoffatome im Fullerenkäfig durch Stickstoff ersetzt wurden. Als besonders geeignet für die Synthese von Azafullerenen haben sich die Epi-Iminofullerene und Ketolactame mit geöffnetem Fullerenkäfig erwiesen. Cyanofullerene sind eine Klasse modifizierter Fullerene, bei denen Cyanogruppen an ein Fullerenskelett gebunden sind. Diese haben die Formel C60(CN)2n, wobei n die Werte 1 bis 9 annimmt.

## Andere Kohlenstoffnitride
Einige weitere Verbindungen bestehen ebenfalls ausschließlich aus Kohlenstoff und Stickstoff, darunter Tetracyanoethylen, Cyanazid und Cyanurtriazid. == Einzelnachweise ==
1. ↑  Elisabeta Horvath-Bordon: Synthese und Eigenschaften von Kohlenstoffnitriden, Dissertation, TU Darmstadt, 2004.
2. 1 2  Anke Krüger: Neue Kohlenstoffmaterialien Eine Einführung. Springer-Verlag, 2007, ISBN 978-3-8351-9098-6, S. 27 (eingeschränkte Vorschau in der Google-Buchsuche).
3. ↑  Michaela Krieger-Hauwede, Jen-Hui Chang: Grundlagen und Hauptgruppenelemente Band 1: Grundlagen und Hauptgruppenelemente. Walter de Gruyter GmbH & Co KG, 2016, ISBN 978-3-11-049340-5 (eingeschränkte Vorschau in der Google-Buchsuche).
4. 1 2  Ralf Steudel: Chemie der Nichtmetalle Synthesen - Strukturen - Bindung – Verwendung. Walter de Gruyter, 2013, ISBN 978-3-11-030797-9, S. 279 (eingeschränkte Vorschau in der Google-Buchsuche).
5. ↑  Thomas Grösser, Andreas Hirsch: Dicyanpolyine: Neue stäbchenförmige Moleküle aus dem Kohlenstoffplasma. In: Angewandte Chemie. 105, 1993, S. 1390, doi:10.1002/ange.19931050925.
6. 1 2  Carsten Ludwig Schmidt: Moleküle als Bausteine zur Synthese von Festkörpern : ein Beitrag zur Entwicklung neuer Reaktionspfade in der anorganischen Materialforschung, Dissertation, Universität Stuttgart, 2009. doi:10.18419/opus-6720
7. ↑  Yun Zheng, Lihua Lin, B. o. Wang, Xinchen Wang: Polymeres graphitisches Kohlenstoffnitrid für die nachhaltige Photoredoxkatalyse. In: Angewandte Chemie. 127, 2015, S. 13060, doi:10.1002/ange.201501788.
8. ↑  Elena Sheka: Fullerenes Nanochemistry, Nanomagnetism, Nanomedicine, Nanophotonics. CRC Press, 2011, ISBN 978-1-4398-0643-2, S. 116 (eingeschränkte Vorschau in der Google-Buchsuche).